# Wognum (gemeente)
Wognum (uitspraakⓘ) (Westfries: Woggem alsook Woggelum) is een voormalige gemeente in de regio West-Friesland van de Nederlandse provincie Noord-Holland.
De gemeente Wognum kent twee fases. De eerste was die tot 1 januari 1979 toen het een zelfstandige gemeente was, waartoe ook de buurtschappen Lekermeer en Zomerdijk behoorde. De tweede was fusiegemeente tussen de gemeente Wognum en Nibbixwoud die per 1 januari 1979 ontstond, waarbij het dorp Hauwert (gemeente Nibbixwoud) naar de toen ook nieuwe fusiegemeente Noorder-Koggenland ging. Deze gemeente telde op 1 augustus 2006 8.206 inwoners, bron: CBS) en had een oppervlakte van 21,42 km² (waarvan 0,05 km² water).
Op 1 januari 2007 is de gemeente Wognum samen met de gemeenten Medemblik en Noorder-Koggenland opgegaan in de nieuwe gemeente Medemblik, waarbij een kleine strook land van de gemeente Wognum is overgegaan naar de zuidelijk gelegen gemeente Hoorn
Een vrij uniek feit van de gemeente Wognum is het dat deze vijf achtereenvolgende burgemeesters kende die van het geslacht Commandeur waren. De laatste, Piet Commandeur, was tot 1976 in functie en had als doel voor ogen om Wognum dezelfde glorie te geven als de gemeente kende in het begin van de twintigste eeuw. Een bekende uitspraak van hem was dat Wognum uiterst gunstig was gelegen aan de snelweg van Stockholm naar Parijs.
De laatste burgemeester van de gemeente was Niek Meijer.
Als gemeente had Wognum een stedenband met Hlinsko in Tsjechië

## Plaatsen binnen de gemeente Wognum van 1979 tot 2007
Dorpen/Gehuchten:
- Nibbixwoud
- Wadway (gedeeltelijk)
- Wijzend
- Wognum
- Zwaagdijk (Zwaagdijk-West)

Buurtschappen:
- Lekermeer
- Zomerdijk